# 晴気誠
晴気 誠（はるけ まこと、1912年（大正元年）11月7日 - 1945年（昭和20年）8月17日）は、日本の陸軍軍人。最終階級は陸軍少佐。

## 経歴
佐賀県生まれ。士族。陸軍士官学校46期歩兵科を30番で卒業、歩兵第13聯隊附。同期に、陸軍中佐高田増実、陸軍少佐益田兼利（後に陸上自衛隊、東部方面総監）、堀栄三（陸将補)、畑中健二、陸軍歩兵大尉西住小次郎など。参謀本部作戦班在職時、サイパン島防衛計画の主務者であった。
晴気は海軍側に、「たとい海軍航空がゼロになっても、第四十三師団が到着すれば、普通は正面一キロあたり二・三門の砲兵があればいいところを、今度は五門を配置するから、これだけあれば絶対敵を叩きだしてみせる」や「こんどサイパンへ送った師団の装備は、部内で最優秀装備である満州の第一線師団の二倍にしてあるから、十分自信があります」と説明している。
しかし、アメリカ軍によるサイパン侵攻が日本側の予想より早まり（サイパンの戦い）、晴気が指導した日本陸軍伝統の「水際配置・水際撃滅主義」が防衛準備不足から失敗し、アメリカ軍にサイパンへの上陸を許すとの一報が入ると「海軍がじゃない。大和魂だ。敵に上がられたら終わりじゃないか」と怒鳴っている。
そもそも責任感が非常に強い晴気は、この事態に対して重大な責任を感じ、現地での直接作戦指導を陸軍大臣兼参謀総長の東條英機大将に直訴した。東條はこの異例な申し出を承認したうえ、軍刀と激励の辞まで送っている。晴気は硫黄島まで飛行したが、サイパンはアメリカ軍の制空権下で近づく事ができず、それでもパラシュートでのサイパン降下を懇願したがそれも果たせず、失意の上に断念している。しかし、サイパンの上陸戦においては陣地の構築などの準備不足な部分がありながらも上陸初日にアメリカ軍に10％以上の損害を与えている。これは後の硫黄島の戦いにおける上陸初日の死傷率8％を上回るものであり、一定の効果は挙げている。
サイパンが陥落したのちも大本営の作戦参謀として、戦訓を活かした島嶼防衛作戦の改善などの作戦指導に精励していたが、沖縄戦が始まると何度も特攻を志願し、第五航空艦隊司令長官宇垣纏中将に、陸軍士官学校同期生の羽場安信少佐を通じて「国軍の悲境はサイパン失陥によるもので、その責は自分にある」として特攻志願を直談判しようとしたが、このときは羽場から止められている。その後に終戦を迎えたが、8月16日の夜に晴気は羽場に「誰にも頼むわけにはいかぬ、迷惑だろうが見届けてくれ」「男の頼みだ、立ち会ってくれ」と自決の見届けを懇願、羽場は思いとどまるよう説得したが、晴気は翻意することなく、最後は羽場の方が折れて自決の見届けを了承した。また、同じく陸士同期の益田兼利少佐も見届けに加わり、3人は8月17日の夜明けに陸軍省内の大正天皇御野立所で、羽場が見届けるなか晴気は軍刀で割腹したのち拳銃で自決した。家族に宛てた遺書は8月10日付けであり、晴気は終戦前に自決を決心していた。その遺書には「サイパンにて散るべかりし命を今日まで永らえてきた予の心中を察せられよ…」とサイパンでの作戦指導の責任を最期まで感じていた事が記されていた。現在、防衛省のメモリアルゾーンに陸軍少佐晴気誠慰霊碑が建てられている。

## 年譜
- 1934年（昭和9年）6月-陸軍士官学校（46期）。
  - 10月-歩兵少尉、歩兵第13聯隊附
- 1936年（昭和11年）-歩兵中尉
- 1938年（昭和13年）-歩兵大尉
- 1940年（昭和15年）6月-陸軍大学校卒業（53期、恩賜）
  - 10月-支那派遣軍参謀
- 1941年（昭和16年）-大本営参謀
- 1942年（昭和17年）-少佐
- 1945年（昭和20年）7月-連合艦隊参謀
  - 8月-陸軍省内で自決

## 家族
- 父　晴気市三（陸軍中佐）
- 義父　山田久松（陸軍少将）
- 兄　晴気慶胤（陸軍大佐、陸士35期）